# Edwardsiella andrillae
Edwardsiella andrillae is een zeeanemonensoort uit de Zuidelijke ijszee en leeft onder een gletsjer van de Ross-ijsplaat in Antarctica. Deze soort werd in 2010 ontdekt en in 2013 voor het eerst beschreven. De anemoon leeft aan de onderzijde van het zee-ijs. Het dier werd ontdekt toen wetenschapper gaten in het ijs boorden.

## Beschrijving
Volgens de wetenschappers waren de anemonen minder dan 25 mm lang als ze waren samengetrokken, maar ze zouden tussen de twintig en vierentwintig tentakels hebben en uitzetten tot drie tot vier keer hun oorspronkelijke grootte als ze zich ontspanden. Dit omvat acht langere tentakels die in een ring rond de binnenkant van het dier zijn geplaatst en twaalf tot zestien op de buitenste ring.

## Verspreiding
Sinds januari 2014 is de anemoon alleen nog maar onder het Rossijsplateau waargenomen.

## Leefomgeving
Het is nog onduidelijk hoe deze soort zich aan het zee-ijs hecht, omdat hij er niet in staat zou zijn om zich er conventioneel in te nestelen zoals andere leden van de familie in zand doen. Daarnaast is het de enige bekende anemoonsoort die in ijs leeft. Bovendien weten wetenschappers niet zeker hoe de soort de temperaturen overleeft zonder te bevriezen, en wat hun reproductiemethoden. Er wordt gespeculeerd dat de wezens zich voeden met het plankton in het water.